# 抵抗白昼
《抵抗白昼》（英語：Against the Day）又译《迫在眉睫》，是托马斯·品钦所著长篇小说，叙述了1893年芝加哥世博会和第一次世界大战间发生的故事。全书包含了来自美国、墨西哥、欧洲、中亚以及一些不出名的地方的100多个人物。《抵抗白昼》是品钦小说中最长的，有1085页，该书是历史编撰元小说和元历史浪漫史的典型范例。